# 丸山神社 (中津川市)
丸山神社（まるやまじんじゃ）は、岐阜県中津川市苗木にある神社。

## 概要
丸山と呼ばれる小山全域が境内である。
創建時期は不詳。江戸時代は元白山神社と呼ばれていた。享保八年（1723年）に社殿を再建した記録がある。
1879年（明治12年）に村社となる。1908年（明治41年）に白山神社と合併し、丸山神社に改称する。

## 主祭神
- 天照皇大御神

伊弉諾、伊弉冊、菊理姫神とする説もある

## 配神
- 天水分神
- 志那都比古神
- 豊受毘売神
- 国水分神
- 志那津比売神
- 伊邪那岐神
- 大己貴神
- 菊理姫神

## 境内社
- 大物主神社[2]
- 素戔嗚神社[2]
- 稲荷神社[2]
- 祖霊社[2]

## 天然記念物
ふな岩（丸山神社のふな岩）
- 長さ12m、高さ6mの苗木花崗岩の巨岩。その形状が鮒の形に似ていることが特徴[4]。
- 1971年（昭和46年）に中津川市の天然記念物に指定されている[4]。